# Daniels (diretores)
Daniel Kwan (em chinês: 關家永; pinyin: Guān jiāyǒng; (10 de fevereiro de 1988) e Daniel Scheinert (7 de junho de 1987), conhecidos como Daniels ou Os Daniels, são uma dupla de diretores e roteiristas de cinema. Começaram sua carreira dirigindo videoclipes, incluindo o vídeo promocional de DJ Snake para o single "Turn Down for What" (2013). Depois, passaram a trabalhar com filmes, tendo escrito e dirigido a comédia dramática surrealista Swiss Army Man (2016) e a comédia de ação e ficção científica Everything Everywhere All at Once (2022), que se tornou o filme de maior sucesso comercial da A24, Com este último filme, os Daniels foram indicados e ganharam o Oscar de Melhor Filme, Melhor Diretor e Melhor Roteiro Original na cerimônia de 2023.

## Carreiras
Kwan e Scheinert se conheceram quando estudavam cinema no Emerson College, em Boston. Eles eram colegas de faculdade de Sunita Mani, que estrelou com Kwan no videoclipe de "Turn Down for What".
A partir de 2011, a dupla passou a dirigir videoclipes para artistas como Foster the People, The Shins e Tenacious D. Kwan foi um dos fundadores, em 2018, do grupo We Direct Music Videos (WDMV), descrito como "uma comunidade global de diretores de videoclipes que estão comprometidos com práticas sustentáveis do trabalho de direção".
Em 2016, a dupla passou a trabalhar com longas-metragens, escrevendo e dirigindo o filme Swiss Army Man, estrelado por Paul Dano e Daniel Radcliffe em que dupla recebeu o Prêmio de Direção no Festival de Cinema de Sundance de 2016.
A partir de então, os Daniels trabalharam com a direção de várias produções de televisão, incluindo Awkwafina é Nora from Queens|Awkwafina Is Nora from Queens, Legion (somente Kwan) e On Becoming a God in Central Florida (somente Scheinert). Os Daniels foram contratados como diretores em uma possível adaptação para TV do livro Cat's Cradle, de Kurt Vonnegut, que seria desenvolvida por Noah Hawley. Em 2021, o projeto não foi selecionado pela FX  2021 e seu status agora é incerto.
Em 2017, foi anunciado que os Daniels escreveriam, dirigiriam e produziriam um filme de ficção científica, produzido pela empresa dos irmãos Russo  O filme é intitulado Everything Everywhere All at Once e é estrelado por Michelle Yeoh, Stephanie Hsu, Ke Huy Quan, James Hong e Jamie Lee Curtis. Lançado em março de 2022, o longa recebeu ampla aclamação da crítica.
Em 2022, os Daniels assinaram um contrato de primeiro lance para TV com a A24.

## Vidas pessoais
Daniel Kwan é casado com Kirsten Lepore, que é cineasta e animadora.
Daniel Scheinert nasceu e cresceu em Birmingham, Alabama. Ele frequentou a Oak Mountain Elementary and Middle School e foi aluno do programa de bacharelado internacional na Shades Valley High School.

## Filmografia

### Curtas-metragens
| Ano  | Título                                                      | Diretor | Escritor | Notas |
| ---- | ----------------------------------------------------------- | ------- | -------- | ----- |
| 2009 | Swingers                                                    |         |          | [ 5 ] |
| 2010 | Puppets                                                     |         |          | [ 5 ] |
| 2011 | O Casamento do Meu Melhor Amigo/ O Suor do Meu Melhor Amigo | Sim     | Sim      |       |
| 2014 | Possibilia                                                  | Sim     | Sim      |       |
| 2016 | Bola Interessante                                           | Sim     | Sim      |       |

Somente Scheinert
| Ano  | Título        | Diretor | Escritor |
| ---- | ------------- | ------- | -------- |
| 2007 | I'm Nostalgic | Sim     | Não      |
| 2008 | Trust         | Sim     | Sim      |

### Longas-metragens
| Ano  | Título                           | Diretor | Escritor | Produtor |
| ---- | -------------------------------- | ------- | -------- | -------- |
| 2016 | Um Cadáver Para Sobreviver       | Sim     | Sim      | Não      |
| 2022 | Tudo em Todo Lado ao Mesmo Tempo | Sim     | Sim      | Sim      |

Somente Scheinert
| Ano  | Título               | Diretor | Produtor | Notas                                                           |
| ---- | -------------------- | ------- | -------- | --------------------------------------------------------------- |
| 2019 | A Morte de Dick Long | Sim     | Sim      | Também interpretou Dick Long; Também cantou "It's Been A While" |

### Televisão
| Ano  | Título                        | Episódio           |
| ---- | ----------------------------- | ------------------ |
| 2013 | NTSF:SD:SUV::                 | "Comic Con Air"    |
| 2013 | NTSF:SD:SUV::                 | "Wreck the Malls"  |
| 2013 | Hospital Infantil             | "Coming and Going" |
| 2020 | Awkwafina is Nora from Queens | "Grandma & Chill"  |

Apenas Kwan
| Ano  | Título | Diretor | Escritor | Episódio      |
| ---- | ------ | ------- | -------- | ------------- |
| 2019 | Legião | Sim     | Não      | "Capítulo 23" |

Somente Scheinert
| Ano  | Título                                     | Episódio         |
| ---- | ------------------------------------------ | ---------------- |
| 2019 | Sobre se tornar um Deus na Flórida Central | "Muitos Mestres" |

### Videoclipes
| Ano  | Título                              | Artista                 | Notas |
| ---- | ----------------------------------- | ----------------------- | ----- |
| 2011 | "Simple Math"                       | Orquestra de Manchester |       |
| 2011 | " Houdini "                         | Foster The People       | [ 5 ] |
| 2011 | " Don't Stop (Color on the Walls) " | Foster The People       | [ 5 ] |
| 2012 | "Miy Machines"                      | Battles                 |       |
| 2012 | " Simple Song "                     | The Shins               | [ 5 ] |
| 2012 | "Rize of the Fenix"                 | Tenacious D             | [ 5 ] |
| 2013 | "Cry like a Ghost"                  | Passion Pit             |       |
| 2013 | " Turn Down for What "              | DJ Snake e Lil Jon      | [ 5 ] |
| 2014 | " Tongues "                         | Joywave                 |       |
| 2017 | "The Sunshine"                      | Orquestra de Manchester |       |
| 2017 | "The Alien"                         | Orquestra de Manchester |       |